# Mendozania sanmartini
Mendozania sanmartini är en fjärilsart som beskrevs av Köhler 1952. Mendozania sanmartini ingår i släktet Mendozania och familjen nattflyn. Inga underarter finns listade i Catalogue of Life.